# Acrocercops clisiopa
Acrocercops clisiopa là một loài bướm đêm thuộc họ Gracillariidae. Nó được tìm thấy ở Đài Loan. Nó được miêu tả bởi Edward Meyrick năm 1935. Ấu trùng ăn Macaranga tanarius.